# Polics József
Polics József (Pécs, 1955. november 12. –) magyar politikus, 2010 óta Komló fideszes polgármestere. 2010. május 24. és  2014. május 5. között országgyűlési képviselő volt.

## Családja
Nős, második felesége jogász. Négy gyerek (1 lány és 3 fiú) édesapja.

## Életpályája
Horvát nemzetiségű szülők gyermeke. Végzettsége szerint okleveles építőménök, szerkezetépítő szakmérnök. A Baranya Megyei Építőipari Vállalatnál kezdett technikusként, majd építésvezetőként. 1988 és 2002 között Komlón előbb a Városi Tanács Műszaki Osztályán dolgozott, majd a városi Polgármesteri Hivatal Városüzemeltetési Irodáját vezette. 2002-ben vállalkozásba kezdett.
Polgári körösként kezdett politizálni. A FIDESZ-be 2003-ban lépett be. 
2010-től Komló polgármestere . 2010. május 24. és  2014. május 5. között országgyűlési képviselő volt.
2019-ben a Fidesz-KDNP polgármesterjelöltje, Polics József kapta a legtöbb szavazatot abban a komlói választókerületben, amelynek egyik szavazókörében meg kellett ismételni az október 13-i voksolást.

## Személyével kapcsolatos viták
Mivel veszélyhelyzet idején a polgármester hozza meg a döntéseket, Polics József - ebben a hatáskörében eljárva - kevesebb mint felére, 60 ezer forintra csökkentette a képviselőtestületben többségben levő ellenzéki politikusok tiszteletdíját. Ezt az RTL Klub híradójának adott nyilatkozatábn azzal indokolta, hogy a járványhelyzetben a politikusoknak példát kell mutatniuk az áldozatvállalásban.

## Díjai
- A Magyar Érdemrend lovagkeresztje (2023)